# Physical Review B
Physical Review B: Condensed Matter and Materials Physics (in italiano: materia condensata e fisica dei materiali), nota anche come PRB è una rivista scientifica a revisione paritaria, pubblicata dall'American Physical Society (APS). L'editore di PRB è Laurens W. Molenkamp. Fa parte della famiglia di riviste Physical Review (APS). PRB pubblica attualmente oltre 4500 articoli all'anno, rendendolo una delle più grandi riviste di fisica del mondo.

## Scopo
Il focus di questa rivista è sui nuovi risultati nella fisica della materia condensata, che include un'ampia varietà di aree tematiche, come semiconduttori, superconduttività, magnetismo, transizioni di fase, ferroelettricità, sistemi non ordinati, liquidi, solidi quantistici, superfluidità, struttura elettronica, cristalli fotonici, sistemi mesoscopici, fullereni, grafene, nanoscienze, ecc..

## Storia
PRB fu creata nel 1970 quando l'originale Physical Review (fondata nel 1893) fu suddivisa in Physical Review A, B, C e D, in base all'argomento. Peter D. Adams è stato l'editore dall'inizio fino al 2012, quando è subentrato Laurens W. Molenkamp.

## Caratteristiche
PRB ha una elevata reputazione tra i fisici professionisti per la pubblicazione di articoli lunghi di fisica utili e completi. Contiene anche articoli brevi (quattro pagine) nella sua sezione Comunicazioni rapide, progettati per ricerche abbastanza importanti da meritare un trattamento speciale e una rapida pubblicazione. Il catalogo degli articoli è disponibile on-line tramite l'apposito archivio (PROLA). I titoli e gli abstract possono essere visualizzati liberamente ma è necessario un abbonamento alla rivista per leggere il testo completo degli articoli. Il PRB e le altre riviste APS sono disponibili gratuitamente presso molte biblioteche pubbliche statunitensi.
PRB è peculiare tra le riviste di fisica in quanto ha uno staff fisso di dodici redattori professionisti a tempo pieno, non utilizzando il modello più comune di redattori part-time che sono anche ricercatori attivi. La rivista è disponibile in formato cartaceo (presso le biblioteche universitarie) ma la versione archivistica è quella online. Gli autori possono pagare costi aggiuntivi per rendere i loro documenti ad accesso libero. Tali documenti sono pubblicati secondo i termini della licenza Creative Commons Attribution 3.0 (CC-BY), la più permissiva delle licenze CC, che consente agli autori e ad altri di copiare, distribuire, trasmettere e adattare il lavoro, a condizione che viene dato il giusto credito. Una piccola percentuale degli articoli PRB pubblicati viene scelta (evidenziata) come Suggerimenti della redazione . Le immagini artistiche tratte dagli articoli della rivista sono pubblicate su Kaleidoscope .

## Database bibliografici
Physical Review B è indicizzato nei seguenti database bibliografici:
- Chemical Abstracts Service
- Computer & Control Abstracts
- Current Physics Index
- Electrical & Electronics Index
- Energy Research Abstracts
- Inspec
- Mathematical Reviews
- Metals Abstracts
- Physics Abstracts
- PubSCIENCE
- SPIN